# Lastic, Cantal

Lastic este o comună în departamentul Cantal, Franța. În 1 ianuarie 2022 avea o populație de 108 de locuitori.